# Agent Orange

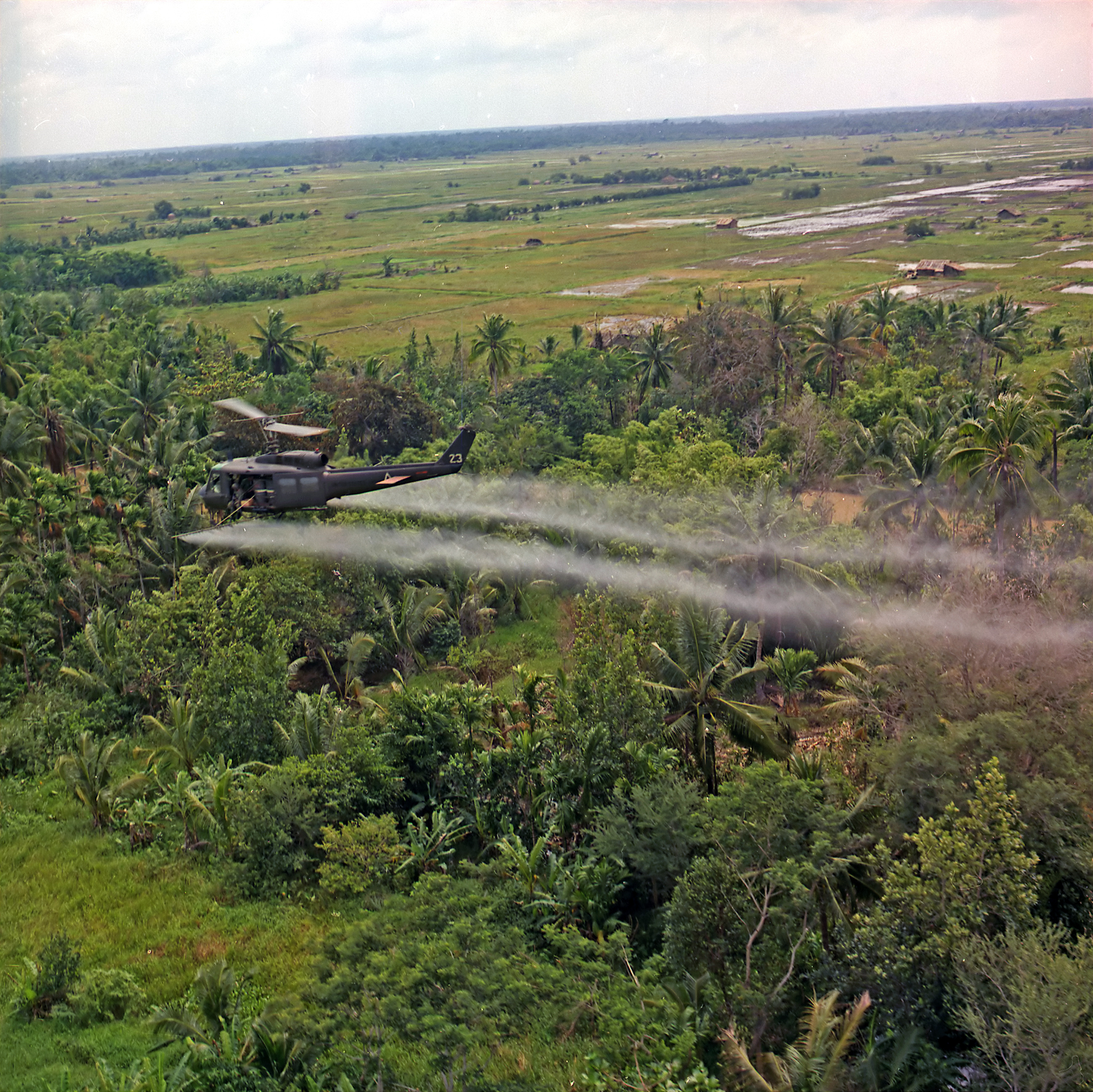
Rozprašování defoliantů z vrtulníku UH-1D na hustou džungli v oblasti delty řeky Mekong

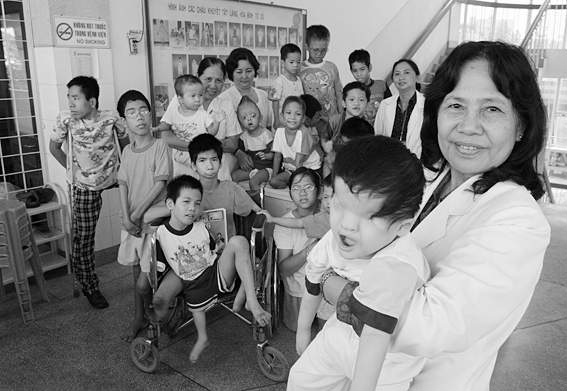
Dodnes se ve Vietnamu rodí děti s postižením způsobeným touto látkou

Agent Orange je kódové označení pro herbicid a defoliant, jeden z „takticky nasazených“ tzv. duhových herbicidů. V širší známost vešel jako součást amerického herbicidního válečného programu během operace Ranch Hand za války ve Vietnamu mezi lety 1961 až 1971. Jde o směs rovných dílů dvou herbicidů 2,4-dichlorfenoxyoctové kyseliny (2,4-D) a 2,4,5-trichlorfenoxyoctové kyseliny (2,4,5-T). Kromě škodlivých účinků na životní prostředí způsobily stopy dioxinu (hlavně TCDD, nejtoxičtějšího svého druhu) vážné zdravotní problémy mnoha jednotlivcům, kteří ji byli vystaveni.
Defoliantu byly vystaveny až čtyři miliony lidí ve Vietnamu. Vietnamská vláda uvádí, že až tři miliony lidí utrpěly kvůli agentu Orange onemocnění a Vietnamský Červený kříž odhaduje, že až jeden milion lidí je zdravotně postižených nebo má zdravotní problémy v důsledku kontaminace agentem Orange. Vláda Spojených států popsala tato čísla jako nespolehlivá, zatímco u exponovaných amerických vojenských veteránů dokumentuje vyšší případy leukémie, Hodgkinova lymfomu a různých druhů rakoviny. Epidemiologická studie provedená institucí Centers for Disease Control and Prevention ukázala, že v důsledku Agentu Orange došlo ke zvýšení míry vrozených vad dětí vojenského personálu. Agent Orange ve Vietnamu také způsobil obrovské škody na životním prostředí. Bylo odlistěno více než 3 100 000 hektarů lesa (31 000 km2). Defolianty rozrušily pokryv stromů a sazenice lesních porostů, což v mnoha oblastech znesnadnilo zalesňování. Na rozdíl od nezasažených oblastí se živočišná druhová rozmanitost výrazně snížila.
Použití Agentu Orange ve Vietnamu vedlo k řadě právních kroků. Organizace spojených národů ratifikovala rezoluci Valného shromáždění OSN 31/72 a Úmluvu o modifikaci životního prostředí. Žaloby podané jménem amerických i vietnamských veteránů usilovaly o náhradu škody.
Poprvé byl Agent Orange použit britskými silami v Malajsku za malajského povstání. Během války ve Vietnamu byl americkou armádou nasazen také v Laosu a Kambodži, protože lesy na hranicích s Vietnamem byly používány Vietkongem. Herbicid byl také používán v Brazílii k vyklizení částí půdy pro zemědělství.

## Nasazení látky ve Vietnamu

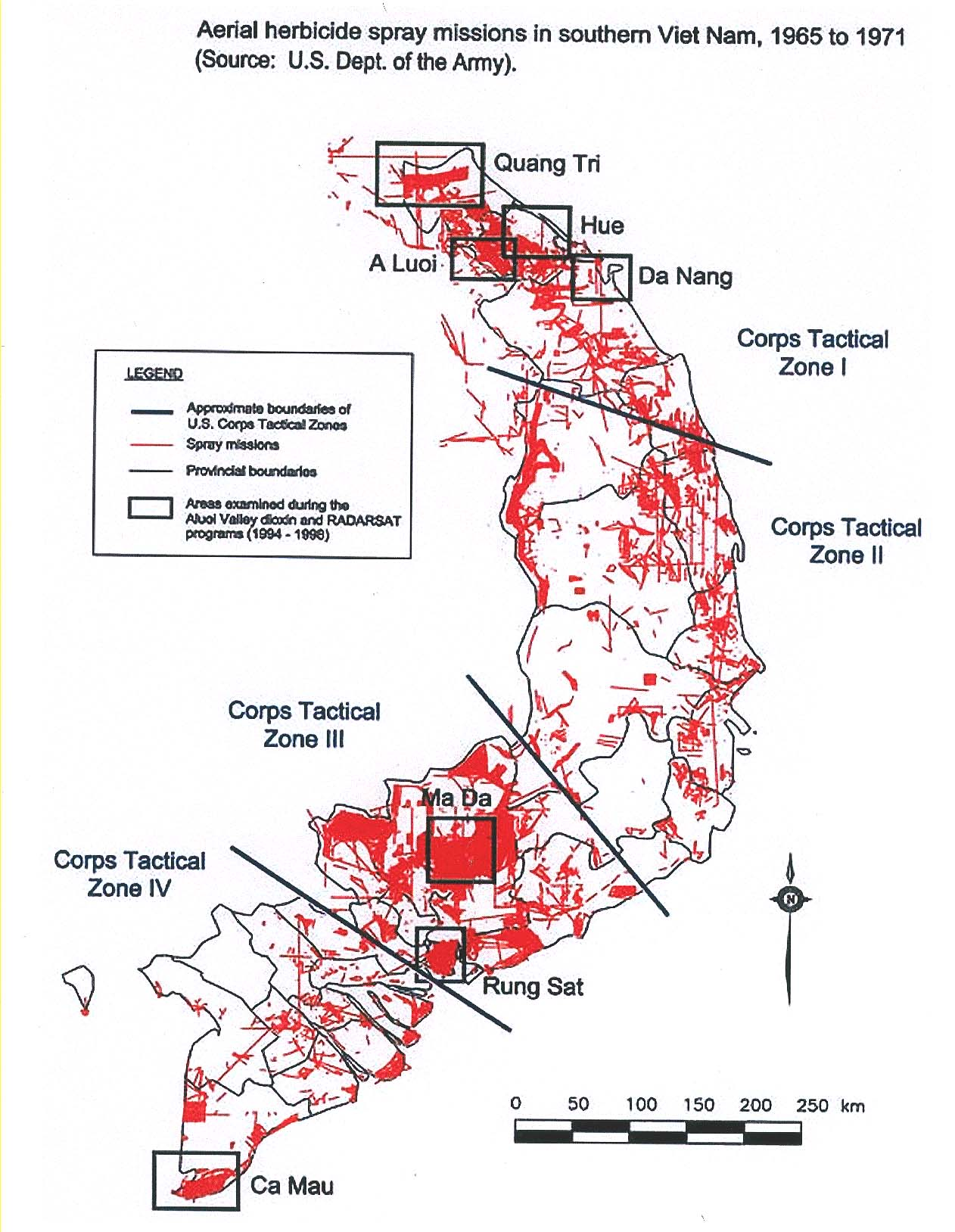
Mapa zobrazující vzdušné herbicidní postřikové mise americké armády v Jižním Vietnamu v letech 1965 až 1971.

V letech 1962 až 1971 byla tato směs během války ve Vietnamu použita Spojenými státy americkými v jižním Vietnamu a v přilehlých územích dalších států s cílem zničit rostlinstvo v rozsáhlých oblastech tak, aby mohly být snáze bombardovány základny a zásobovací trasy nepřátelských jednotek.
Vedlejším produktem při výrobě jedné ze složek Agent Orange byl vysoce jedovatý dioxin, což je obecný název pro 2,3,7,8-tetrachlordibenzo-p-dioxin (TCDD).
V jižním Vietnamu byl roztok Agent Orange rozprašován z letadel, vrtulníků i pozemních vozidel na lesy a na zemědělskou půdu během operace nazývané Ranch Hand. Odhaduje se, že celkem bylo rozprášeno asi 70 tisíc tun defoliantů, které mohly obsahovat asi 150 kg dioxinu. I po desetiletích mají obyvatelé Biên Hòa, odkud vzlétala letadla rozprašující Agent Orange, asi stokrát více dioxinu v krvi než obyvatelé míst, kde Agent Orange nebyl používán, jako je Hanoj. Zvýšené koncentrace dioxinu v krvi mají i lidé, kteří do oblasti postižených Agent Orange přišli až po válce, a děti narozené poté, kdy se Agent Orange přestal používat.

## Výroba Agent Orange

### USA

Strukturní vzorec 2,4-D

Strukturní vzorec 2,4,5-T

Celosvětově byly největšími výrobci Agent Orange americké agrochemické firmy Monsanto a Dow Chemical.

### ČSSR
Jedna ze složek Agent Orange (2,4,5-T) se od roku 1965 vyráběla i v Československu v chemičce Spolana Neratovice a přes podnik zahraničního obchodu prodáván za valuty západoevropskému prostředníkovi, který dodával pesticid na americké letecké základny ve Vietnamu, kde byl použit pro výrobu Agent Orange.
Během krátké doby vážně onemocněly desítky zaměstnanců Spolany, kteří se podíleli na výrobě pesticidu, a proto byla výroba v roce 1968 ukončena a provozy uzavřeny.

## Vliv Agent Orange na vietnamské civilisty
Požití této chemikálie byly ve vietnamské válce vystaveny milióny vietnamských obyvatel. Následky expozice zahrnovaly rakovinu, mentální postižení, defekty pokožky, neurologické defekty a vrozené malformace a novotvary u nově narozených. Látka jim poškodila přímo genetickou výbavu, proto se oběti trpící těmito příznaky rodí dodnes.

### Kompenzace pro Vietnamce a pro Američany
- 9. srpna 2012, den před 51. výročím prvního použití látky Agent Orange, byl zahájen americko-vietnamský projekt na snížení kontaminace zamořené půdy v místě bývalé americké letecké základny v Danangu. USA se na to zavázaly vydat 41 milionů dolarů do konce roku 2016.

- Americký veterán, který byl vystaven působení Agent Orange, a má vážné zdravotní následky, může žádat kompenzace 3 106 dolarů (a více) za měsíc po dobu léčby, nejdéle 6 měsíců po úspěšném vyléčení z velkorysého US programu pro vojenské veterány. [11]

- Vietnamci individuálně dosud (2019) nebyli odškodněni.[12]

## Soudní spory o vyrovnání za působení Agent Orange
- Vietnamští občané a američtí váleční veteráni žádali o kompenzace za vystavení působení Agent Orange dle Ženevské konvence americké firmy vyrábějící chemické látky (například Monsato), které byly použity US armádou jako chemická zbraň Agent Orange. Jejich žádost byla zamítnuta v letech 2004-2009 americkými soudy všech instancí i nejvyšším soudem. Jedním z důvodů zamítnutí bylo dle soudců neprokázání souvislostí mezi použitím Agent Orange a způsobenými nemocemi a poškozeními organismu u Vietnamců a válečných veteránů.
- V roce 2018 však získal odškodnění americký občan od firmy Monsanto za smrtelné poškození zdraví jiným herbicidem – Roundupem.[13] [14] [12]